# Tüzeshomlokú amazon
A tüzeshomlokú amazon (Amazona rhodocorytha) a madarak osztályának papagájalakúak (Psittaciformes) rendjébe és a papagájfélék (Psittacidae) családjába és az araformák (Arinae) alcsaládjába tartozó faj.

## Előfordulása
Brazília területén honos. Elsősorban párás, síkvidéki erdőkben él, de találtak egyedeket 1000 méter szintfeletti magasságban.

## Megjelenése
Az Amazona fajok közül az egyik legnagyobb faj. Nevét jellegzetes piros homlokáról kapta. Teste zöld, torka kék színű.

## Életmódja
A napok legtöbb részét erdei fák koronáján tölti. Tápláléka gyümölcsökből, bogyókbló, magvakból és rügyekből áll.

## Szaporodása
Faodvakba rakja fészkét. Párzási időszaka szeptembertől novemberig tart. Fészekalja 4 tojásból áll, 24 napig költ és a fiókák 34 nap után hagyják el a fészket.